# Фріце Карстенсен
Фріце Карстенсен (дан. Fritze Carstensen, 18 липня 1925 — 5 серпня 2005) — данська плавчиня.
Призерка Олімпійських Ігор 1948 року.
Чемпіонка Європи з водних видів спорту 1947 року.